# Leire
Leire oder Leyre ist ein vor allem in Spanien gebräuchlicher weiblicher Vorname. 

## Namensträgerinnen

### Leire
- Leire Iglesias (* 1978), spanische Judoka
- Leire Landa (* 1986), spanische Fußballspielerin
- Leire Olaberria (* 1977), spanische Radsportlerin
- Leire Pajín (* 1976), spanische Politikerin

### Leyre
- Leyre Morlans (* 1987), spanische Wintersportlerin
- Leyre Romero Gormaz (* 2002), spanische Tennisspielerin